# Lau Mulder
Laurens Siebrand "Lau" Mulder, född 7 juli 1927 i Jakarta, död 29 januari 2006 i Uithoorn, var en nederländsk landhockeyspelare.
Mulder blev olympisk silvermedaljör i landhockey vid sommarspelen 1952 i Helsingfors.